# Over (オフコースのアルバム)
『over』（オーヴァー）は、1981年12月1日に発売されたオフコース通算9作目のオリジナル・アルバム。

## 解説
前作『We are』のアルバムタイトルとつなげて“We are over”（我々は終わりだ）と読めることから、暗に解散を伝えるメッセージだという噂が広まったが、小田和正は当時のインタビューで「自らを“超えて”いくことを“over”のタイトルに込めた」と答えていた。しかし、この時鈴木康博がグループを離れることが既に決まっており、小田は、鈴木のいないオフコースを続けることはできないという気持ちを強く持っていたことから、実際に解散も考慮されていた。1982年の武道館でのコンサートの際、「言葉にできない」が演奏されたとき、バックのスクリーンに“We are over,Thank you”というメッセージが投影された。
このアルバムのレコーディングの模様は、ドキュメンタリー番組『若い広場』で放送された。
B-1「僕のいいたいこと」のサビにおけるオクターブ下の低音ハモリは小田によるものである。他にも「哀しき街」など世間的に清水のものと誤解されがちな低音のハモリは小田によるもの。二つのメロディが重なっている特殊な構成であるが、元々は裏メロの方が本来のメロディだったものを小田の要請で新たにメロディを詞先で書いて加えた。松尾はこの曲を自身のラジオ番組で取り上げた際、「(もう一個メロディを書いて被せてと言われ)最初はチッやっぱり思いましたよ(笑)え?みたいな。思ったんだけど、（中略）通しで聴くんですよ、マスタリングとかの時に。やっぱりこっち(小田の言われて書いたメロディ)で良かったなと思いました」「(小田の低音ハモリが)すごいんだもう。みんなほら、小田さんは高い声って思ってるんだけど、実は低い声もすごいんです」と振り返っている。
B-2「哀しいくらい」は、後に小田がシングル『ダイジョウブ』のカップリングとしてセルフカヴァーしている。
ジャケットおよび歌詞カードの写真は、「1980-1981 OFF COURSE Concert “We are”」最終日のアンコールで「僕等の時代」を演奏している場面。

## 収録曲
| 全編曲: オフコース。 |                                |                                |          |       |
| #                    | タイトル                       | 作詞                           | 作曲     | 時間  |
| 1.                   | 「心 はなれて」(Instrumental)  |                                | 小田和正 | 2'06" |
| 2.                   | 「愛の中へ」                   | 小田和正                       | 小田和正 | 5'50" |
| 3.                   | 「君におくる歌」               | 鈴木康博 · 大間仁世            | 鈴木康博 | 4'39" |
| 4.                   | 「ひととして」                 | 小田和正                       | 小田和正 | 3'56" |
| 5.                   | 「メインストリートをつっ走れ」 | 鈴木康博 · 大間仁世 · 安部光俊 | 鈴木康博 | 4'18" |

| 全編曲: オフコース。 |                      |                                |          |                  |       |
| #                    | タイトル             | 作詞                           | 作曲     | ストリングス編曲 | 時間  |
| 1.                   | 「僕のいいたいこと」 | 小田和正 · 大間仁世 · 松尾一彦 | 松尾一彦 | 鈴木康博         | 4'52" |
| 2.                   | 「哀しいくらい」     | 小田和正                       | 小田和正 |                  | 5'10" |
| 3.                   | 「言葉にできない」   | 小田和正                       | 小田和正 | 小田和正         | 6'24" |
| 4.                   | 「心 はなれて」      | 小田和正                       | 小田和正 | 小田和正         | 3'34" |

## クレジット
| Produced & Arranged by OFF COURSE    |
|                                      |
| Keyboards KAZUMASA ODA               |
| Guitars YASUHIRO SUZUKI              |
| Electric Bass HITOSHI SHIMIZU        |
| Drums & Percussion HITOSE “Jiro” OMA |
| Guitars & Harmonica KAZUHIKO MATSUO  |
|                                      |
| Strings TAMANO Strings Section       |
| Saxophone GARY HERBIG                |
| Fluge Horn KANAME TOGASHI            |
|                                      |

| Exective Produder | TOSHIFUMI MUTOH (Assistant MASAHIKO INA) |

| Recording Engineer SHIROH KIMURA |                                             |
| Mixing Engineer BILL SCHNEE      |                                             |
| Assistant Engineer               | SUSUMU MERA・KAZUYA YOSHIDA SHIGEHIKO BANNO |
| Associate Engineer RYOJI HACHIYA |                                             |
|                                  |                                             |

| Manager | KAZUHIKO HISHIZAWA・HIROSHI UENO KAZUTOYO KOUCHI・KANAME TOGASHI |

| Assistant FUMITO YANAI                                  |
| Recorded at FREEDOM STUDIO 1 & 2 from Sept.12 to Oct.26 |
| Remixed at CHEROKEE STUDIO from Oct.27 to Oct.31        |
| Cutting at THE MASTERING LAB                            |
|                                                         |
| Graphic Concept, Design HIROYUKI FUKUZATO               |

| Photography | MASASHI “TAMJIN” TAMURA NANAKO NISHIYAMA |

|                                                                  |
| Special Thanks to                                                |
| FAIRWAY MUSIC CO.,LTD.                                           |
| OFF COURSE COMPANY                                               |
| PACIFIC MUSIC PUBLISHING CO.,LTD.                                |
| FREEDOM STUDIO                                                   |
| MAC STUDIO                                                       |
| SHIGERU YOSHIDA・MAKOTO SUGIMOTO                                 |
| Ludwig & Zildjian                                                |
| imported by NONAKA BOEKI CO.,LTD.                                |
| FUJIGENGAKKI Ibanez                                              |
|                                                                  |
| ©1981 Fairway Music Co. Ltd, & Pacific Music Publishing Co. Ltd. |

## TOCT-25644, TOCT-95044

### 解説
2005年、レコード・デビュー35周年にあわせ“オリジナル・アルバム15タイトル紙ジャケット・シリーズ”としてエキスプレス・レーベル在籍中のオリジナル作品がリイシュー。24ビット・デジタル・リマスタリング、オリジナルLP装丁を復刻した紙ジャケット仕様にてリリースされた。2009年にはSHM-CDフォーマット、通常のプラ・ケース仕様で再発された。

### 収録曲
1. 心 はなれて
2. 愛の中へ
3. 君におくる歌
4. ひととして
5. メインストリートをつっ走れ
6. 僕のいいたいこと
7. 哀しいくらい
8. 言葉にできない
9. 心 はなれて

### クレジット
- リマスタリング・エンジニア：行方洋一
- ジャケット資料協力：喜多雅美 (サウンドステーション)
- ライナーノーツ：田家秀樹

## リリース履歴
| #  | 発売日         | リリース                                 | 規格   | 品番       | 備考 |
| -- | -------------- | ---------------------------------------- | ------ | ---------- | --- |
| 1  | 1981年12月1日  | エキスプレス ⁄ 東芝EMI                   | LP     | ETP-90150  | 帯の代わりにステッカーが貼られる。レーベルがアルバム独自のデザインになる。                                  |
| 1  | 1981年12月1日  | エキスプレス ⁄ 東芝EMI                   | CT     | ZT28-1080  | カセット同時発売。                                                                                          |
| 2  | 1983年11月21日 | エキスプレス ⁄ 東芝EMI                   | CD     | CA35-1021  | 初CD化（以降全てアーティスト非監修による再発）。                                                            |
| 3  | 1985年9月28日  | エキスプレス ⁄ 東芝EMI                   | CD     | CA32-1166  | 品番および価格改定。                                                                                        |
| 4  | 1987年7月5日   | エキスプレス ⁄ 東芝EMI                   | CD     | CA25-1489  | オリジナル・アルバム+ボーナス・ディスクの12枚組CD-BOX『OFF COURSE BOX』(CA25-1480~1490)の中の1枚。          |
| 4  | 1987年7月5日   | エキスプレス ⁄ 東芝EMI                   | CT     | ZH22-1859  | オリジナル・アルバム+ボーナス・カセットの12本組カセットBOX『OFF COURSE BOX』(ZH22-1850-60)の中の1本。       |
| 5  | 1991年6月7日   | エキスプレス ⁄ 東芝EMI                   | CD     | TOCT-6211  | |
| 6  | 1992年6月24日  | エキスプレス ⁄ 東芝EMI                   | CD     | TOCT-6944  | 音蔵シリーズでの再発。                                                                                      |
| 7  | 1998年2月25日  | エキスプレス ⁄ 東芝EMI                   | CD     | TOCT-10092 | Q盤シリーズでの再発。                                                                                       |
| 8  | 1998年11月18日 | エキスプレス ⁄ 東芝EMI                   | CD     | TOCT-10550 | オリジナル・アルバム+ライブ・アルバム全13タイトルの14枚組CD-BOX『OFF COURSE BOX』(TOCT-10542~55)の中の1枚。 |
| 9  | 2002年2月8日   | エキスプレス ⁄ 東芝EMI                   | CD     | TOCT-10782 | スーパーリマスタリングシリーズでの再発。                                                                    |
| 10 | 2005年3月24日  | エキスプレス ⁄ 東芝EMI                   | CD     | TOCT-25644 | 紙ジャケット仕様。24ビット・デジタル・リマスタリング音源による再発。                                        |
| 11 | 2009年1月21日  | エキスプレス ⁄ EMIミュージック・ジャパン | SHM-CD | TOCT-95044 | |